# شهرستان سرپل ذهاب
شهرستان سرپل ذهاب یکی از باستانی‌ترین شهرهای جهان و از شهرستان‌های استان کرمانشاه ایران است. مرکز این شهرستان، شهر سرپل ذهاب است.
این شهرستان در تاریخ ۹ اسفند ۱۳۵۹ از شهرستان قصر شیرین جدا شد و مستقل گردید.
این شهرستان با قدمتی بالغ بر ۲۸۰۰ سال قبل از میلاد مسیح با فاصله ۶۶۵ کیلومتری از تهران واقع گردیده‌است و از شهرستانهای مرزی و باستانی و زر خیز استان کرمانشاه است. این شهرستان هم‌اکنون نیز یکی از مهم‌ترین مناطق استان کرمانشاه محسوب می‌شود؛ و از جهات مختلف دارای اهمیت است.
روستای خان‌نشین ریخک علیا که محل سکونت قشلاقی ایل بیداقی کلهر می‌باشد در این شهرستان واقع شده که محل سکونت خوانین بزرگی چون شاهمرادخان(شامارخان)کلهر ، رضاخان کلهر ، مرادخان کلهر و خان باباخان کلهر در گذشته بوده است.
صنایع دستی شهرستان سرپل ذهاب را قالی، گلیم و جاجیم که محصولات آن‌ها با نقش‌های زیبا و مرغوب تزیین داده می‌شوند تشکیل می‌دهند.

## موقعیت جغرافیایی
شهرستان سرپل ذهاب از شمال با شهرستان ثلاث بابا جانی؛ از غرب به شهرستان قصر شیرین؛ از جنوب با گیلانغرب و از شرق به شهرستان دالاهو (کرند غرب) و از غرب هم با کشور عراق و شهرستان قصر شیرین همجوار است.

## اقلیم و آب و هوا
ارتفاع متوسط شهرستان از سطح دریا ۵۵۰ متر بوده و در یک تغییر ناگهانی ارتفاع نسبت به شرق شهرستان در فاصله بطول کمتر از ۱۰ کیلومتر پس از طی گردنه پاطاق به بیش از ۱۰۰۰ متر می‌رسد که این خود باعث ایجاد طبیعتی بسیار جذاب، دلپذیر و کاملاً متفاوت با اقلیم سرزمین‌های قرار گرفته بر روی ارتفاعات مذکور می‌شود.
علاوه بر آن این امر باعث ایجاد جریان‌های آب سطحی و تغذیه سفره‌های زیرزمینی دشت‌های حاصلخیز این شهرستان گردیده‌است.
شهرستان سرپل ذهاب در جلگه‌ای نسبتاً وسیع که اطراف آن را ارتفاعات و تپه ماهورهای احاطه کرده که باعث دشتهای مستعد حاصلخیز دشت ذهاب (زهاو)، قلعه شاهین (قلای شان)، که به نوبه خود به لحاظ دارا بودن رودخانه‌ها، سرابها و چشمه سارهای متعدد و فراوانی از جمله رودخانه الوند (ئه لوه ن)، دله شیر (ده له شیر)، گلم کبود (گوله م که وه) و سراب ماراب (ماراو)، گلو دره، پیران، سرابگرم (سراو گرم)، قره بلاغ و قلعه شاهین منحصربه‌فرد می‌باشد.
شهرستان سر پل ذهاب دارای آب و هوایی با زمستان‌های معتدل و تابستان‌های گرم بوده و حداکثر نزولات جوی در زمستان و مقدار کمی بهار بوده و پائیز و تابستانی خشک و بی باران دارد.
بر اساس تقسیم‌بندی دارای سه اقلیم متفاوت با زمستانی معتدل و تابستانی گرم و طولانی در قسمت مرکزی و زمستانی سرد و تابستانی خنگ در قسمت شمالی و زمستانی ملایم و تابستانی گرم در قست شمال غربی با متوسط میزان بارندگی ۵۰۰ میلی‌متر در سال و درجه حرارت ۳/۴ درجه در سردترین ۴۴/۸ درجه در گرمترین ماه سال وبا تعداد روزهای یخبندان آن برابر با ۱۵ روز را شامل می‌شود.
کشاورزی در شهرستان سرپل ذهاب به شکل سنتی و شامل دو آبی و دیم است. رواج کشاورزی در این ناحیه به علت خاک مساعد و آب فراوان است.
آب کشاورزی از رودخانه‌های متعدد و چاه‌های ژرف و نیمه ژرف تأمین می‌شود.
در این شهرستان باغداری نیز رواج زیادی داشته و شامل پرورش درختان سیب، انار، گلابی و انجیر می‌شود که تمام آن‌ها در زمره اقلام صادراتی سرپل ذهاب محسوب می‌شوند.
این منطقه با توجه به اب وهوای گرمی که دارد دامداران مجبور به کوچ در ییلاق و قشلاق می‌باشند، و چون کوه بسیار زیبا و بزرگی با تمام خصیصه‌های کوه‌های سردسیری که دارد این امکان برای دامداران و کوچ نشینان به خوبی فراهم شده‌است.

## تقسیمات کشوری
شهرستان سرپل ذهاب دارای ۳ بخش، ۸ دهستان و ۱ شهر به شرح زیر است:

### شهرستان سرپل ذهاب
| نام بخش    | مرکز بخش   | جمعیت بخش ۱۳۹۵ | نام دهستان      | مرکز دهستان     | جمعیت دهستان ۱۳۹۵ | شهر              | جمعیت شهر ۱۳۹۵   |
| ---------- | ---------- | -------------- | --------------- | --------------- | ----------------- | ---------------- | ---------------- |
| مرکزی      | سرپل ذهاب  | ۵۹٬۳۲۱ نفر     | حومه سرپل       | قره‌بلاغ         | ۸٬۳۶۰ نفر         | سرپل ذهاب        | ۴۵٬۴۸۱ نفر       |
| مرکزی      | سرپل ذهاب  | ۵۹٬۳۲۱ نفر     | بشیوه و پاطاق   | ریزوندنجف       | ۵٬۴۸۰ نفر         | سرپل ذهاب        | ۴۵٬۴۸۱ نفر       |
| دشت ذهاب   | کوئیک      | ۱۴٬۶۲۱ نفر     | دشت ذهاب        | میرمیرو         | ۶٬۴۶۵ نفر         | **************** | **************** |
| دشت ذهاب   | کوئیک      | ۱۴٬۶۲۱ نفر     | پشت تنگ         | بزمیرآباد       | ۵٬۵۸۲ نفر         | **************** | **************** |
| دشت ذهاب   | کوئیک      | ۱۴٬۶۲۱ نفر     | جگیران          | گرده‌نو          | ۲٬۰۳۲ نفر         | **************** | **************** |
| دشت ذهاب   | کوئیک      | ۱۴٬۶۲۱ نفر     | سرقلعه          | تپه‌رش           | ۵۴۲ نفر           | **************** | **************** |
| قلعه شاهین | دوازده‌امام | ۱۱٬۲۶۵ نفر     | سراب قلعه شاهین | سراب قلعه شاهین | ۵٬۹۷۴ نفر         | **************** | **************** |
| قلعه شاهین | دوازده‌امام | ۱۱٬۲۶۵ نفر     | قلعه شاهین      | ترکویس          | ۵٬۲۹۱ نفر         | **************** | **************** |

## جمعیت
بر پایه سرشماری عمومی نفوس و مسکن در سال ۱۳۹۵، جمعیت شهرستان سرپل ذهاب برابر با ۸۵٬۳۴۲ نفر بوده‌است.